# Kaeru no Tame ni Kane wa Naru
Kaeru no Tame ni Kane wa Naru (カエルの為に鐘は鳴る?  lit."Por la rana tañen las campanas") es un videojuego creado por Intelligent Systems y distribuido sólo en Japón por Nintendo para la consola portátil Game Boy en 1992. El título del juego está inspirado en el de la novela de Ernest Hemingway, Por quién doblan las campanas.

## Argumento
En una tierra muy lejana, dos príncipes, Richard del Reino de Custard, y el personaje protagonista del juego, príncipe del Reino de Sablé, mantienen una amistosa rivalidad desde su infancia. A veces compiten entre sí, sobre todo en el deporte de la esgrima. La mayoría de las veces que compiten entre sí, Richard sale vencedor.
Un día, un mensajero llega desde un reino vecino, avisando a los príncipes que el malvado rey Delalin ha invadido el Reino de Mille-Feuille y ha capturado a la princesa Tiramisu. Viendo la oportunidad de ganarse el favor de la princesa y de demostrar su valía, Richard toma un barco y se dirige precipitadamente hacia ese reino. El príncipe de Sablé debe entonces ponerse a la altura y parte también. Durante su viaje, el príncipe dará con una rana que le pide que busque a todas las otras ranas repartidas por el Reino de Mille-Feuille para decirles que vayan a un sitio seguro.

### Personajes principales
- Príncipe de Sablé - Es el protagonista del juego y el único personaje jugable. El jugador le dará un nombre al iniciar la aventura. Es un chico afable y de buen corazón. Suele perder los duelos de esgrima frente al príncipe Richard. El reino de Sablé, siendo el más rico y poderoso de la tierra, le ha otorgado una vida acomodada y nunca ha tenido que preocuparse por el dinero. Este factor ha sido determinante en su educación, pues piensa que todo se soluciona con el dinero.

- Príncipe Richard - Es el príncipe del reino de Custard. El príncipe de Sablé es su amigo y rival. Durante el juego, ambos competirán por ser el salvador de la princesa Tiramisu.

- Princesa Tiramisu - Gobierna el reino de Mille-Feuille. La leyenda de su inigualable belleza se ha extendido por toda la tierra. Buscando casarse con ella, el rey Delalin y sus esbirros invaden su reino y la hacen prisionera. Mientras ella esté presa, no habrá paz en su reino.

- Beelzebub - Una abeja gigante que lidera el ejército Geroniano. Es el principal artífice de la invasión del reino de Mille-Feuille.

- Doubtful - Un mago que lleva las mágicas gafas de Mandler. Es el único que sabe como acabar con el rey Delalin. Posee un Asvogel (una especie de cóndor) como mascota, llamado Polnareff.

- King Delalin - Es el antagonista del juego. Ha capturado a la princesa Tiramisu y usa su poder para acabar con la paz del reino de Mille-Feuille.

## Sistema de juego
En el juego podemos encontrar dos tipos de vista:
- Vista de pájaro: Esta vista es la que se utiliza cuando el personaje se mueve por pueblos, ciudades, campos y similares áreas de campo abierto. Es similar a la utilizada en juegos como The Legend of Zelda: A Link to the Past. Se puede mover arriba y abajo y de derecha a izquierda. Los enemigos son visibles y se entra en batalla al chocar con ellos.

- Vista lateral: Es la vista típica de los videojuegos bidimensionales de la época, igual a la usada en Zelda II: The Adventure of Link. El personaje puede moverse de derecha a izquierda, además de saltar o usar escaleras. Los enemigos son visibles y se entra en batalla al chocar con ellos.

### Enemigos
Cuando se choca con un enemigo, se entra en la pantalla de batalla. A diferencia de los RPG, el jugador tan sólo es un espectador. Esto hace que el enemigo y el propio príncipe vayan perdiendo puntos de vida. Si el príncipe es significativamente más poderoso que su enemigo, este huirá.
El resultado de una batalla depende de la vida del personaje, su ataque, su armadura y defensa, y de las estadísticas del enemigo. Para enfrentarse a los enemigos finales, se ha de tener la barra de vida al máximo y los mejores artefactos que mejoren los números del príncipe para poder derrotarlos.
Cuando se gana una batalla la recompensa puede ser muy variada, desde dinero y corazones de vida hasta extraños ítems. Si se pierde una batalla, el jugador reaparecerá en el hospital de la última población que haya visitado manteniendo intacto su dinero.

### Transformaciones
Según se avanza en la historia, el príncipe obtendrá la habilidad de convertirse en rana y serpiente. Por supuesto, cada transformación tendrá ciertas características únicas que serán necesarias para avanzar.
- Humano: Es la forma original. En esta forma se tiene un gran poder de ataque, aunque si se intenta entrar en el agua en esta forma, el príncipe se ahogará. Para convertirse en humano desde cualquiera de las otras dos formas, el príncipe tendrá que comer una extraña manzana.
- Rana: Cuando Doubtful da al príncipe la poción de rana, este estará capacitado para convertirse en una de ellas y poder entrar en las zonas acuáticas. En este estado, el príncipe posee un gran salto, además de la capacidad de hablar con otras ranas y algunos soldados. En la vista de campo abierto, si se choca con un enemigo no se entrará en batalla (encontrarse con un insecto puede sumar vida). El príncipe Richard también puede adoptar esta forma.
- Serpiente: En principio, sólo el protagonista puede alcanzar esta forma. Se llega a ella cuando se toma un extraño huevo. La gran habilidad consiste en poder pasar por estrechos agujeros y hablar con otras serpientes sin luchar con ellas. En esta forma tampoco se puede luchar y al encontrarse con una rana, esta saldrá huyendo.

## Curiosidades
- Varios personajes y detalles de Kaeru no Tame ni Kane wa Naru, incluido el príncipe Richard, hacen un cameo en The Legend of Zelda: Link's Awakening. En la versión DX, Link y el príncipe Richard posan frente a la puerta del castillo Kanalet mientras el Ratón Fotógrafo les hace una foto. En ambas versiones, el príncipe Richard hace un trato con Link permitiendo así que este obtenga la Slime Key, después de traer las Hojas Doradas del castillo Kanalet. En el pueblo del príncipe Richard, puede verse a varias ranas saltando mientras se oye una versión remezclada del tema principal de Kaeru no Tame ni Kane wa Naru. Curiosamente, es aquí donde se puede encontrar la canción de Totaka. Por último, el tercer instrumento que se encuentra, la Campana de Lirio de Mar, es la misma que se ve en Kaeru no Tame ni Kane wa Naru.

- Dos álbumes oficiales de música ofrecidos por el Club Nintendo de Japón, incluyen una canción de este juego. El primero de ellos, Peach - Healing Music, contiene una versión remezclada y más lenta del tema principal. En el otro, Luigi - B-Side Music, contiene el tema principal original.

- La canción de Totaka creada por Kazumi Totaka (compositor de la música de este juego), puede ser oída en el juego. Para ello, se debe volver a la ciudad portuaria durante la tercera búsqueda en el castillo. Después ir a la izquierda, después arriba y en la tienda cercana al barco esperar tres minutos y medio, momento en el que sonará la canción de Totaka.
- El Príncipe de Sablé aparece como un trofeo asistente en Super Smash Bros. para Nintendo 3DS y Wii U y Super Smash Bros.  Ultimate.

- Datos: Q6346017